# 혼다 HR-V
혼다 HR-V(Honda HR-V)는 일본의 자동차 회사 혼다의 소형 크로스오버 형식의 스포츠 유틸리티 자동차이다.
참고로 HR-V라는 차명은 "Hi-rider Revolutionary Vehicle"의 머리 글자를 따왔다고 한다. 일본에서는 초기에는 HR-V로 판매되었으나, 2세대 이후부터는 베젤(ヴェゼル)이라는 명칭을 새로 달고 판매 중에 있다.

## 1세대

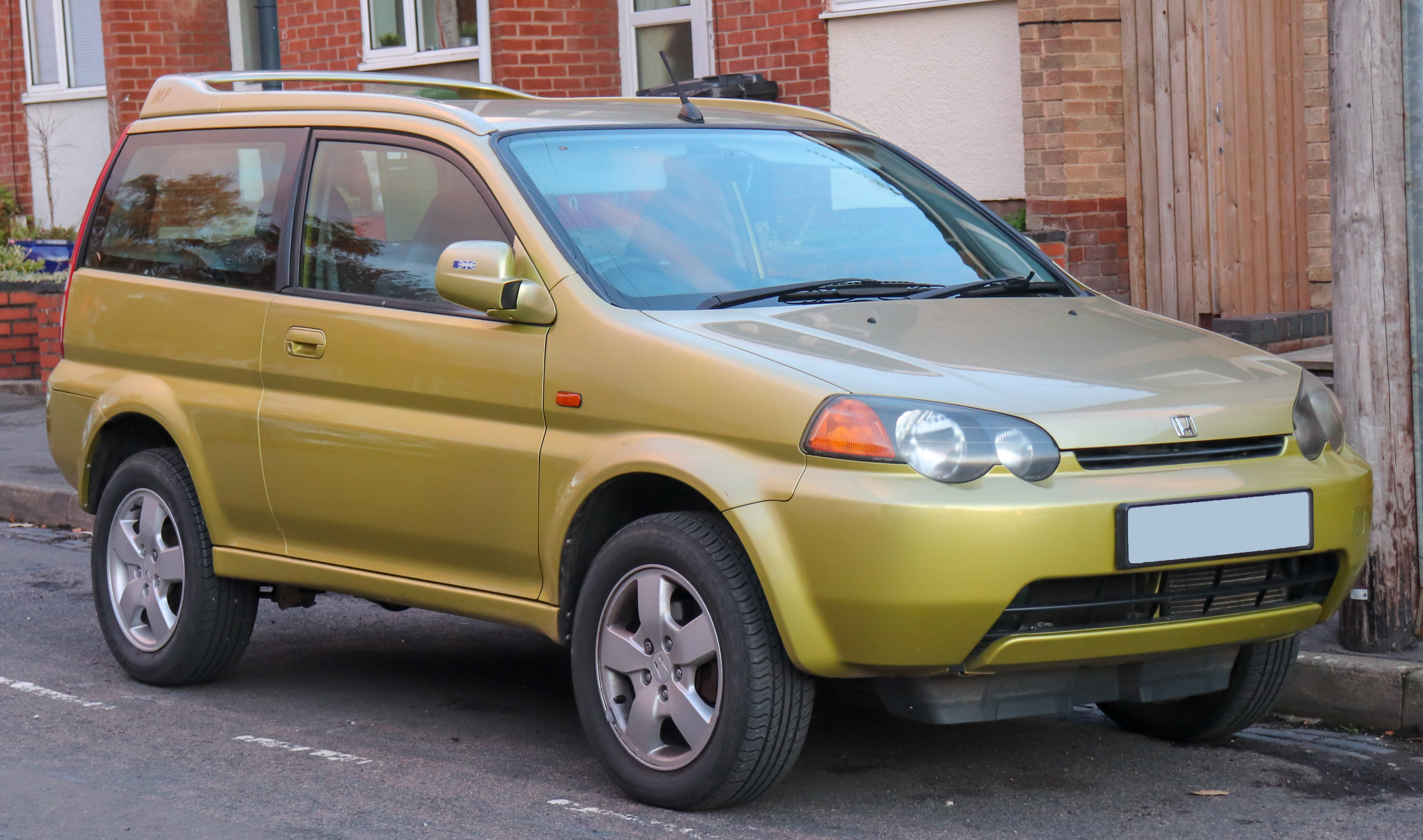
혼다 HR-V(3도어 전기형) 정측면

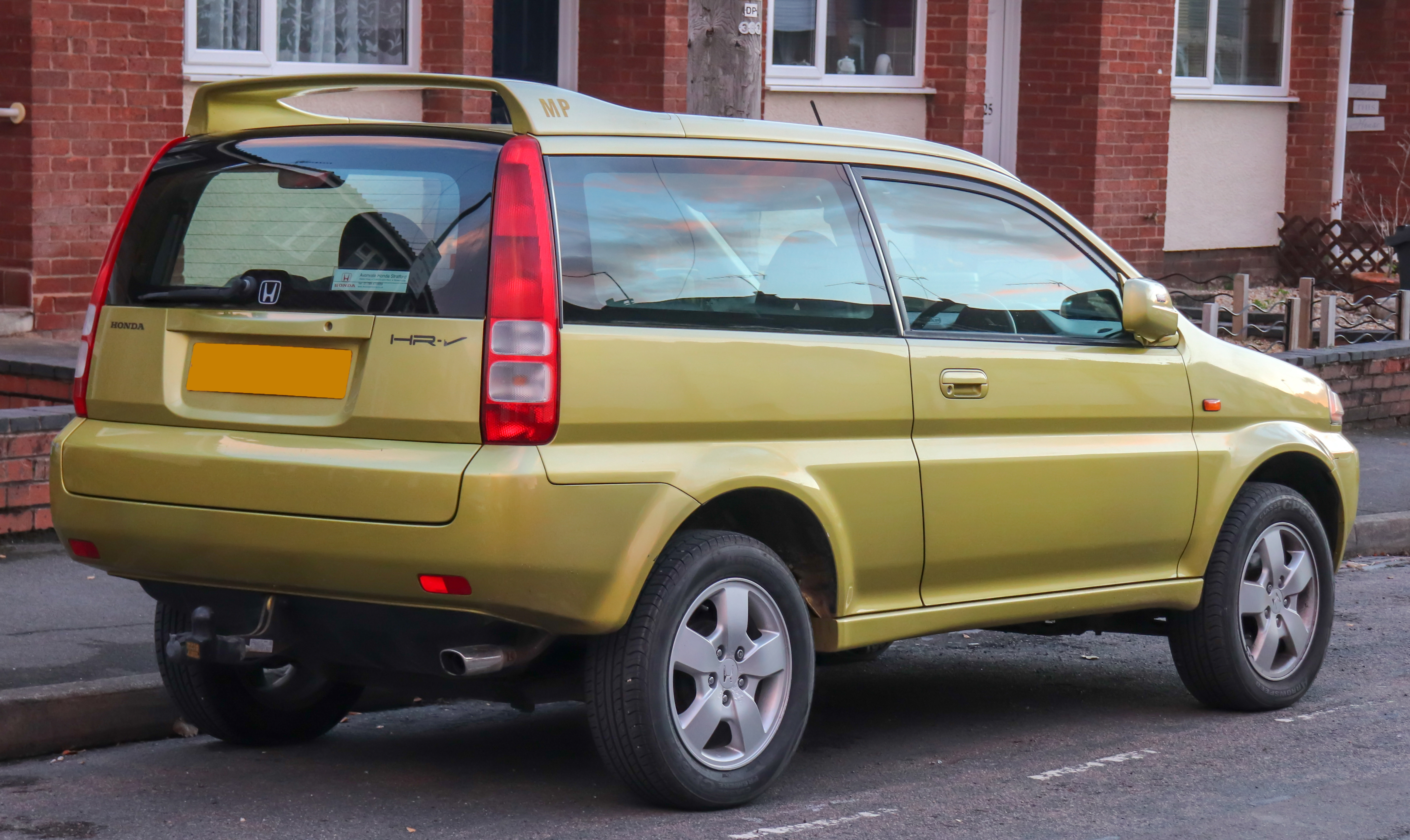
혼다 HR-V(3도어 전기형) 후측면

1997년에 도쿄 모터쇼를 통해 와일드 앤 조이풀 J-WJ이라는 차명으로 컨셉트 카가 출품되었고, 이후 양산화를 거쳐 1998년 9월 22일에 3도어가 먼저 출시되었다. 소형 승용차인 로고의 플랫폼을 활용하였다. 일본에서는 베르노 딜러를 통해 판매되었으며, "Joy Machine"이라는 광고카피를 통해 젊은 고객들을 불러모으기도 했다. 엔진은 직렬 4기통 1.6L D16A형 SOHC를 기본으로 장착됐으며, V-TEC이 들어간 D16W형은 선택할 수 있었다. 변속기는 5단 수동과 "멀티매틱 S"라는 이름을 가진 CVT가 각각 제공되었다. 당시로서는 산화질소가 낮은 저공해차 중 하나로 분류되었다고 한다. 4륜구동 사양은 앞바퀴가 헛돌때 이중 유압 펌프를 통해 4륜구동으로 전환시켜주는 CR-V에서 사용한 리얼타임 4WD 시스템이 적용되었고, 서스펜션과 구동축도 개선돼 장착되었다. 또한 성인 4명을 편안하게 탑승할 수 있는 구조로 된 것이 특징이며, ABS와 EBD, 운전석 및 조수석 SRS 에어백 등의 안전 장비와 전동 백미러, 파워 윈도우, 접이식 뒷좌석, 파워스티어링, 열선이 내장된 창문, 에어컨, 전면 안개등, LED 브레이크등이 장착된 리어스포일러 등이 장착되었다. 1999년 7월 30일에 5도어가 추가되었고, 3도어에 일부 개량을 실시했다. 이를 통해 인테리어 색상과 소재가 변경되고, 전파식 무선 도어 바디 동색 전기 개폐식 리모콘 도어 미러 및 마이크로 안테나 등이 기본적으로 장착되었다. 최저 지상고가 190mm에서 175mm로 줄어들었다. 2001년 7월 5일에 페이스 리프트를 감행하면서 외부 디자인이 바뀌었고, 장비의 충실을 도모하였는데, 앞범퍼에 원형 안개등이 장착되었다. 2003년 10월 21일에 일부 라인업이 정리되면서 3도어 모델이 단종되었다. 2005년 12월에 생산이 중단되었고, 남았던 재고 차량을 판매하다 2006년 2월에 재고 소진 후 최종적으로 단종되었다. 2007년 2월에 후속 차종인 크로스로드가 HR-V의 자리를 채웠다.

### 코드네임
- 전륜구동 : GH1(3도어), GH3(5도어)
- 4륜구동 : GH2(3도어), GH4(5도어)

총 4개로 나뉘었는데, 문의 개수와 구동 방식에 따라 다르게 책정했다.

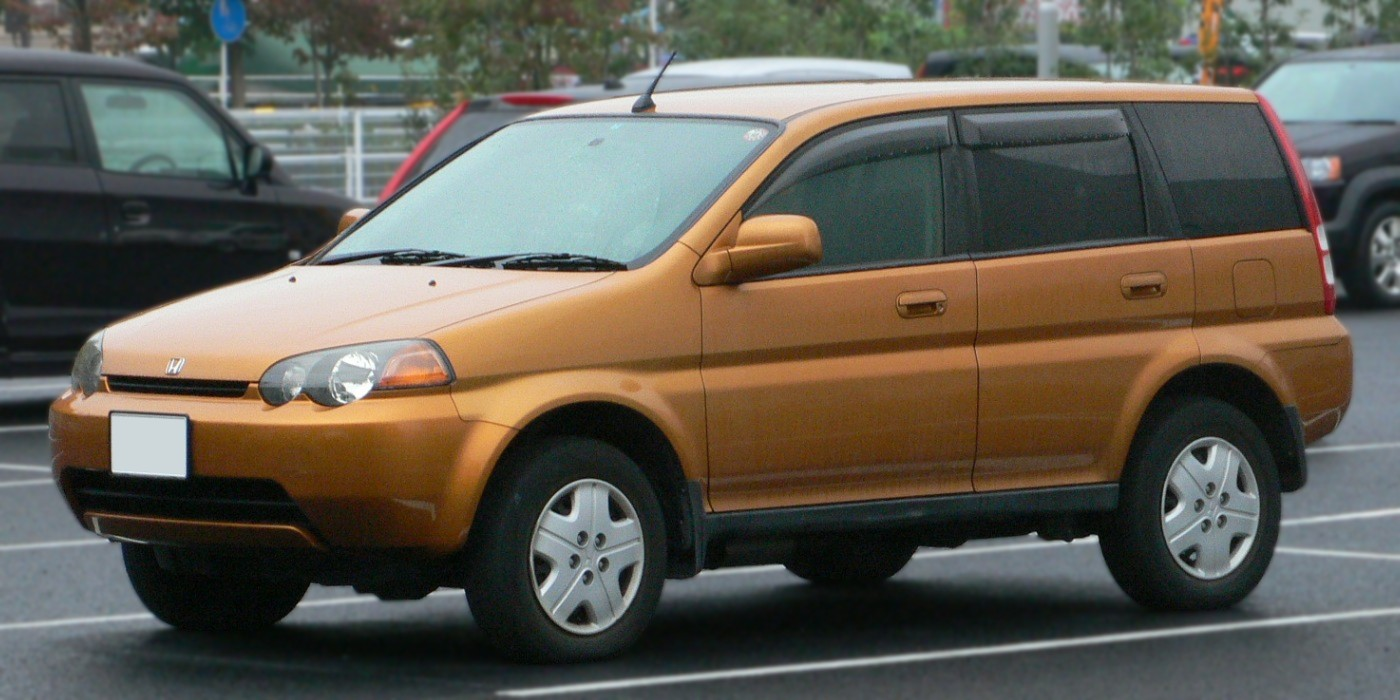
혼다 HR-V(5도어 전기형) 정측면
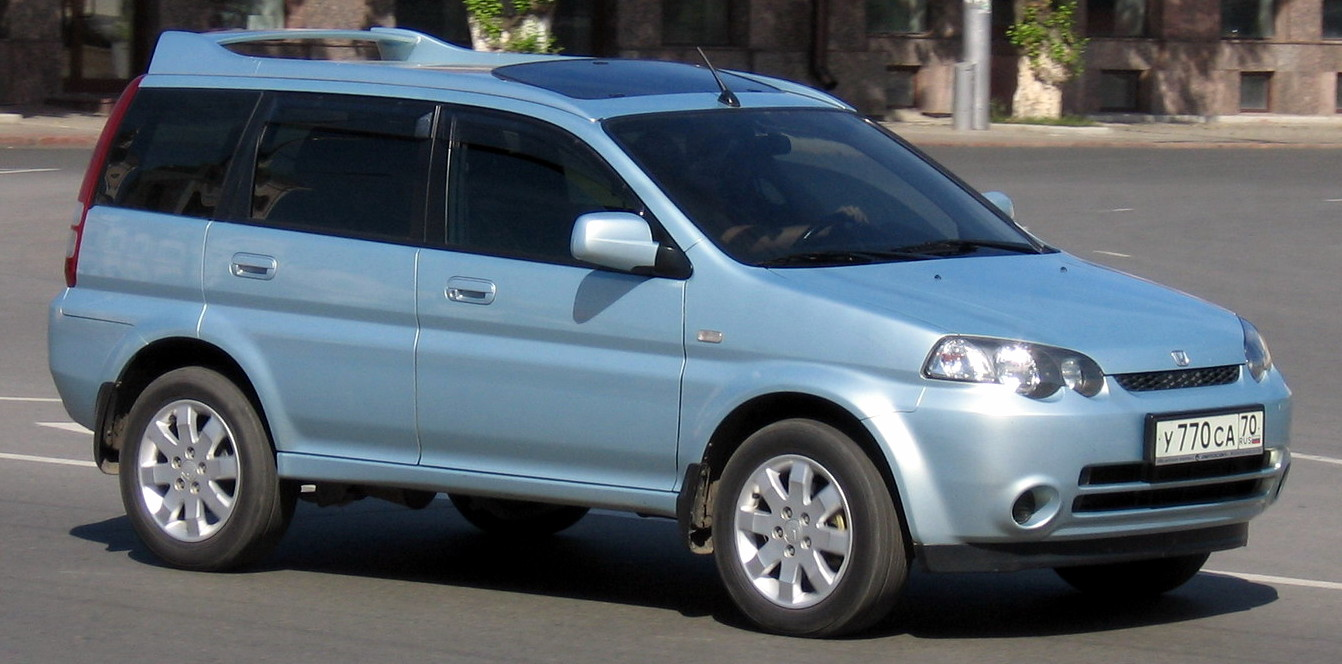
혼다 HR-V(5도어 후기형) 정측면
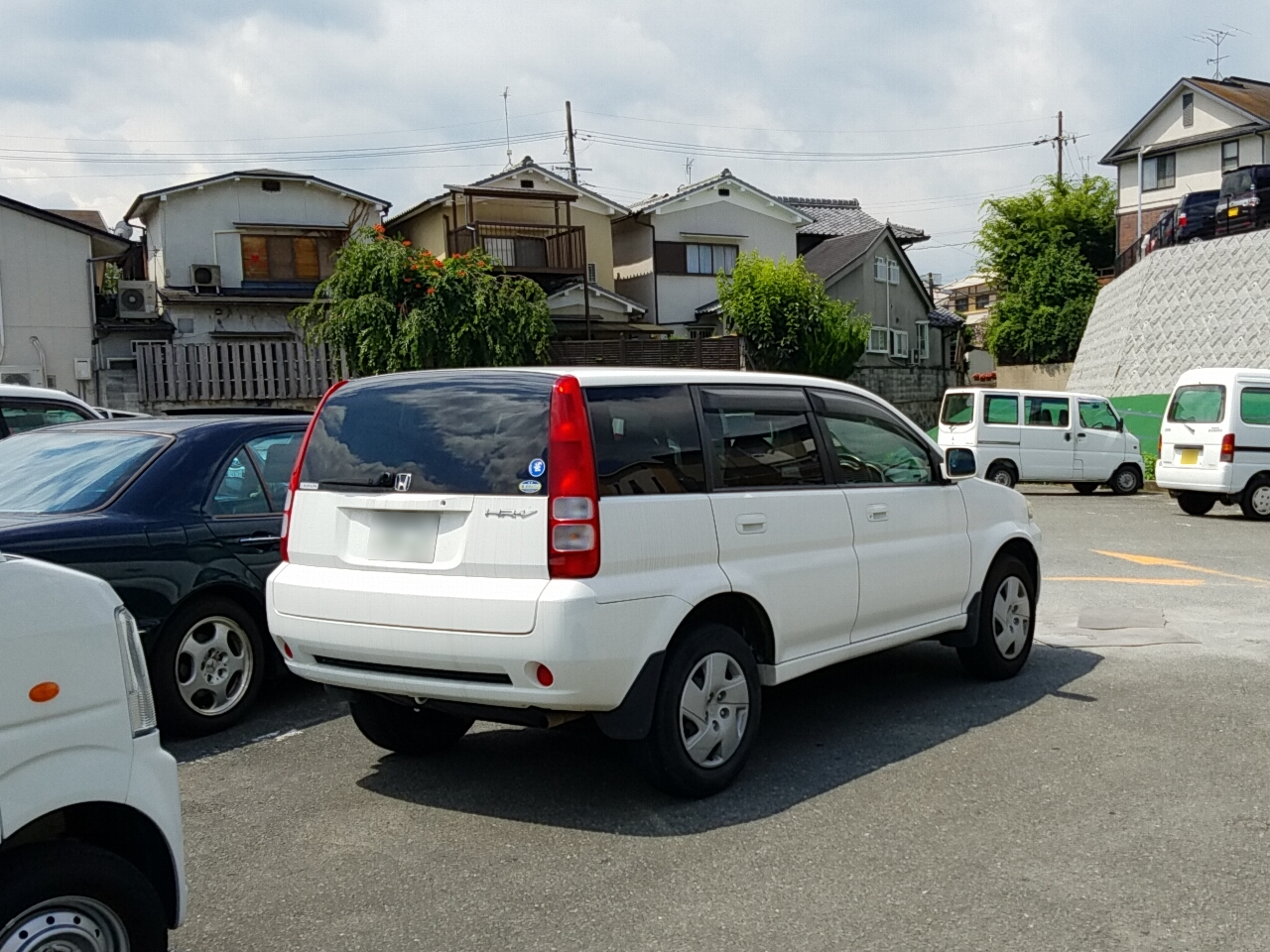
혼다 HR-V(5도어 후기형) 후측면

## 2세대

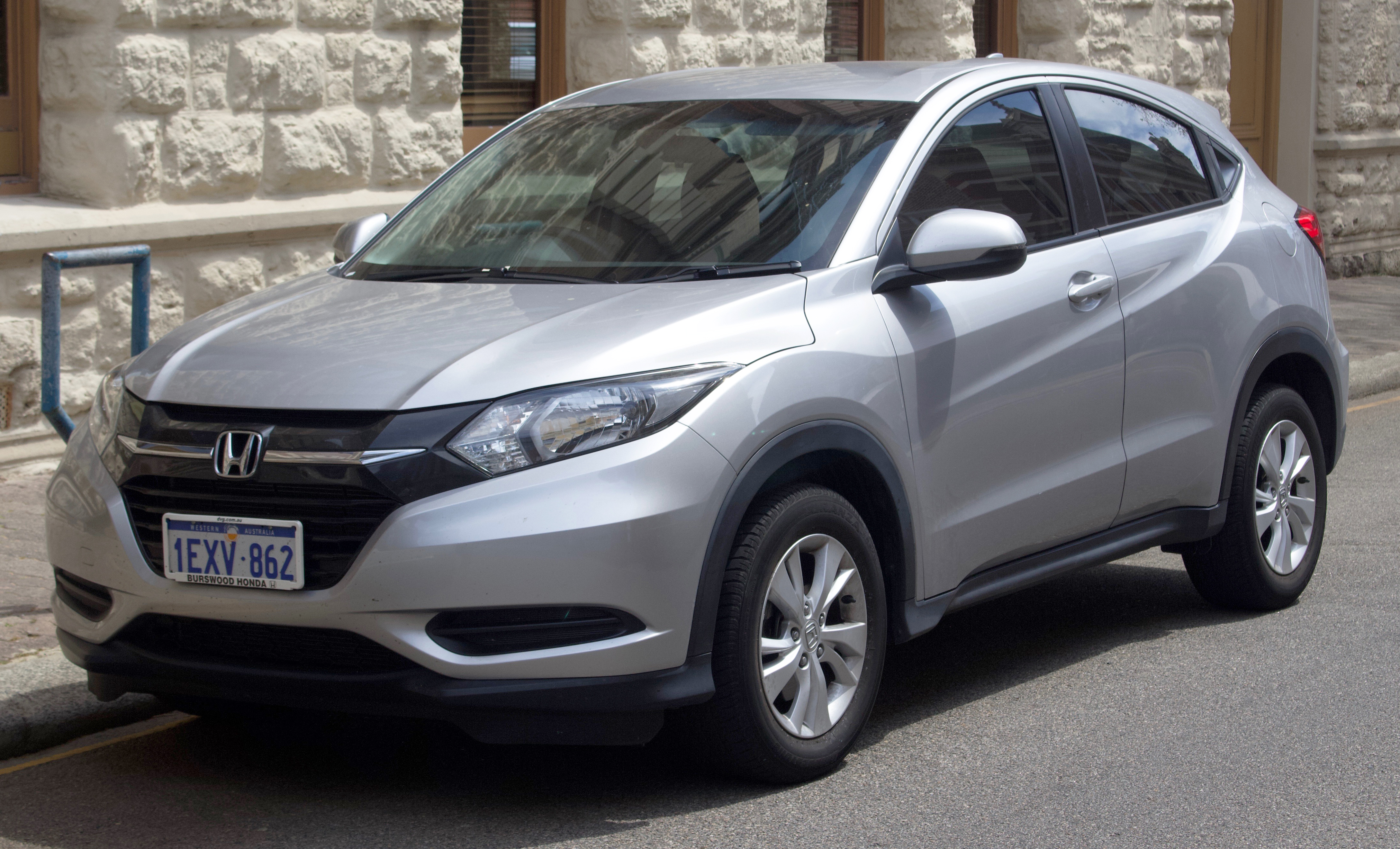
혼다 HR-V(전기형) 정측면

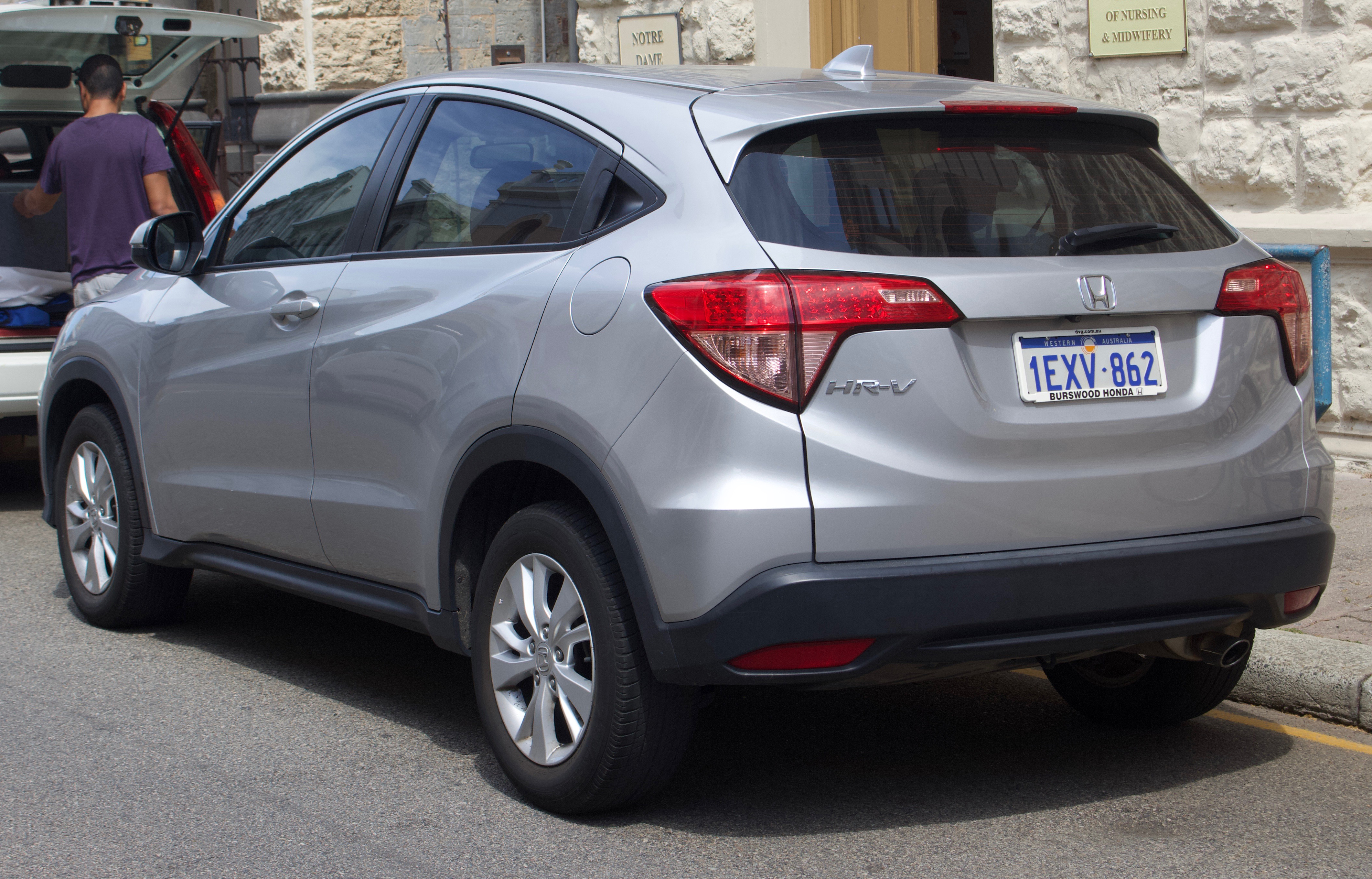
혼다 HR-V(전기형) 후측면

2013년 1월 15일에 북미 국제 오토쇼에서 어반 SUV 컨셉트라는 이름으로 컨셉트 카가 출품되었고, 11월 20일에 도쿄 모터쇼를 통해 양산형이 공개되었다. 1세대와 달리 3세대 피트의 플랫폼을 기반으로 개발되었으며, 12월 20일에 크로스로드의 후속 차종으로 일본에서 먼저 베젤이라는 차명으로 판매가 시작되었다. 2014년에는 중국에서도 둥펑 혼다를 통해 베젤과 형제 차종인 XR-V랑 함께 현지 생산이 개시되었다. 또한 LA 오토쇼를 통해 북아메리카에서도 HR-V라는 이름으로 진출이 확정되었고, 유럽, 동남아시아, 오세아니아 등 판매처를 점점 확대했다. 2015년에 중형 SUV였던 엘리먼트의 자리를 채우고 북아메리카에서도 판매를 개시했는데, 내수용인 베젤과 다른 점은 할로겐 타입 2등식 헤드램프가 장착되었다는 점이다. 북아메리카 사양은 멕시코 과나후아토주 셀라야에 있는 혼다의 현지공장에서 생산이 행해지고 있다. 일본 내수형은 1.5L 가솔린+CVT와 1.5L 가솔린 하이브리드+7단 DCT, 옵션으로 4WD가 제공되는데, 해외 수출형은 1.5L와 1.8L 가솔린 엔진이 장착되며, 변속기는 6단 수동과 CVT가 제공된다.
대한민국에는 2016년 7월 5일에 출시했으며, 혼다의 셀라야 현지공장에서 생산하는 북미형을 들여왔다. 143마력 1.8리터 SOHC 가솔린 엔진과 CVT를 맞물린 전륜구동 사양만 판매했다. 2018년 1월 25일에 페이스리프트 모델이 공개되었고, 2월 15일에 페이스리프트를 거쳐 앞범퍼, 크롬 바 그릴과 LED 헤드램프가 시빅과 유사한 형식으로 바뀌었다. 그러나 후륜에 토션빔 서스펜션을 적용했고, 전면부에 할로겐 헤드램프를 적용하여 대한민국 시장에서는 판매가 부진했다. 게다가 대한민국과 FTA를 체결하지 않은 국가인 멕시코 현지공장 생산분을 판매하여 가격 경쟁력도 좋지 못해서, 모델 체인지를 앞두고 2021년에 수입이 중단됐다.

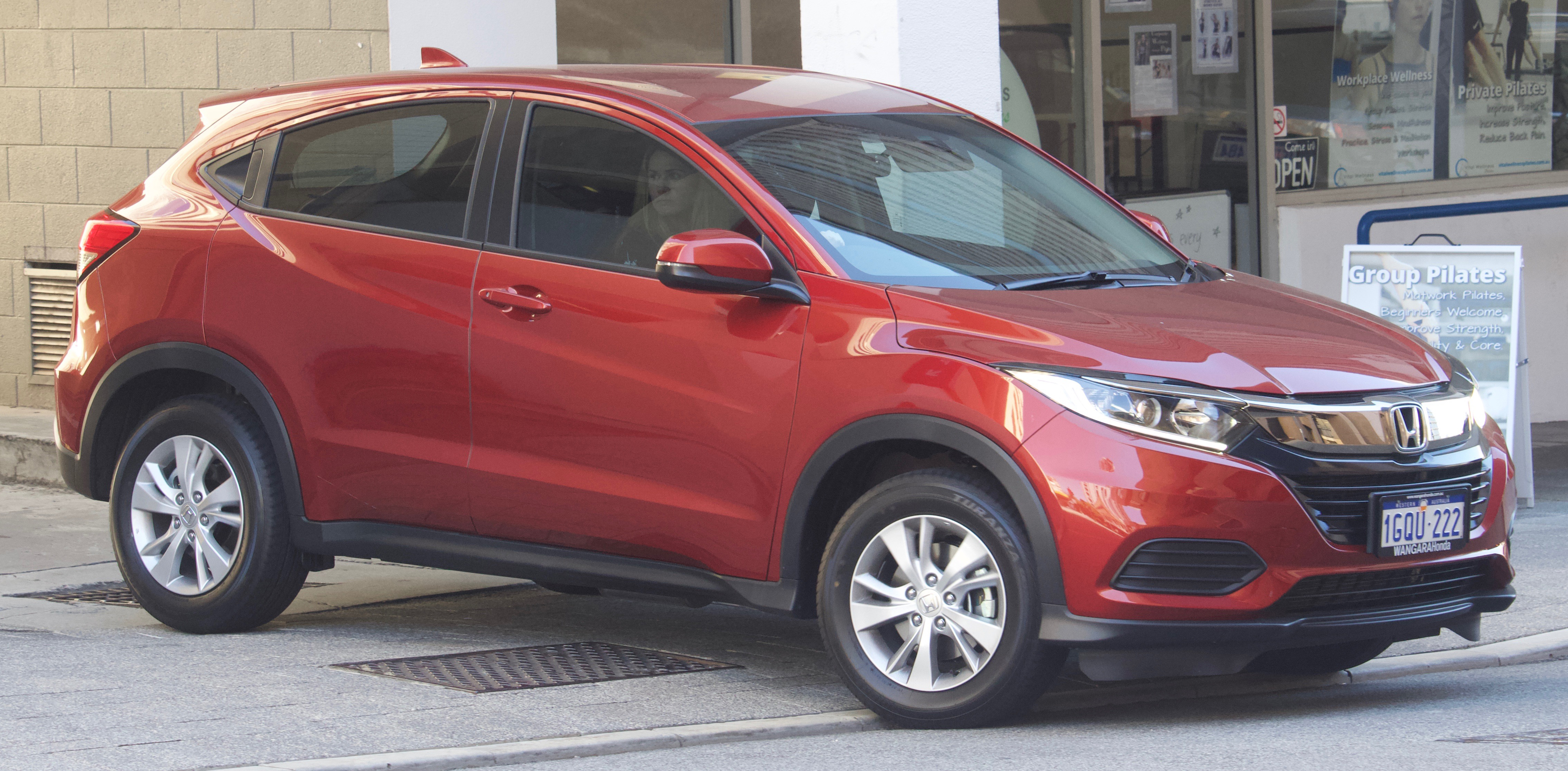
혼다 HR-V(후기형) 정측면
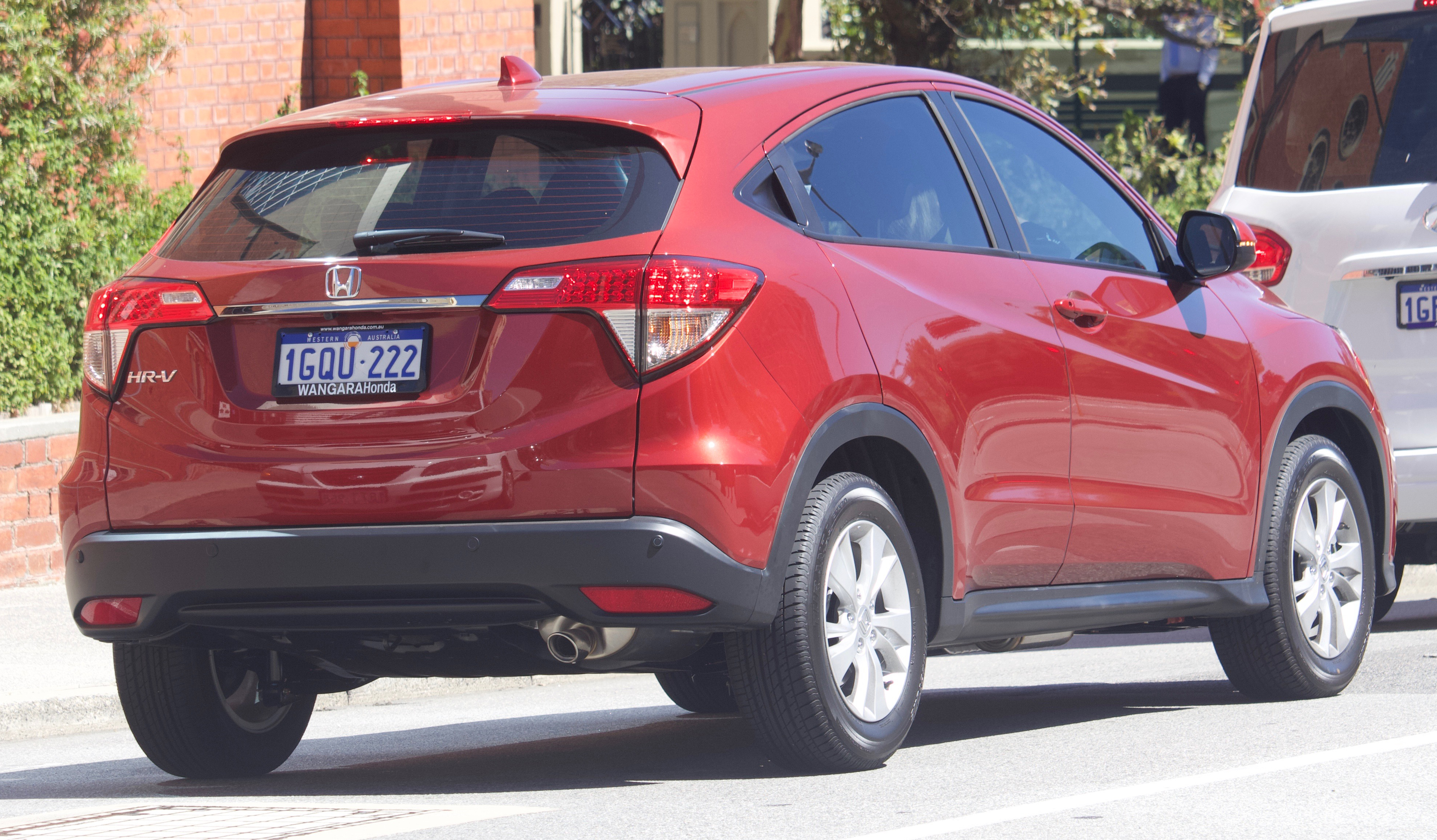
혼다 HR-V(후기형) 후측면

## 3세대

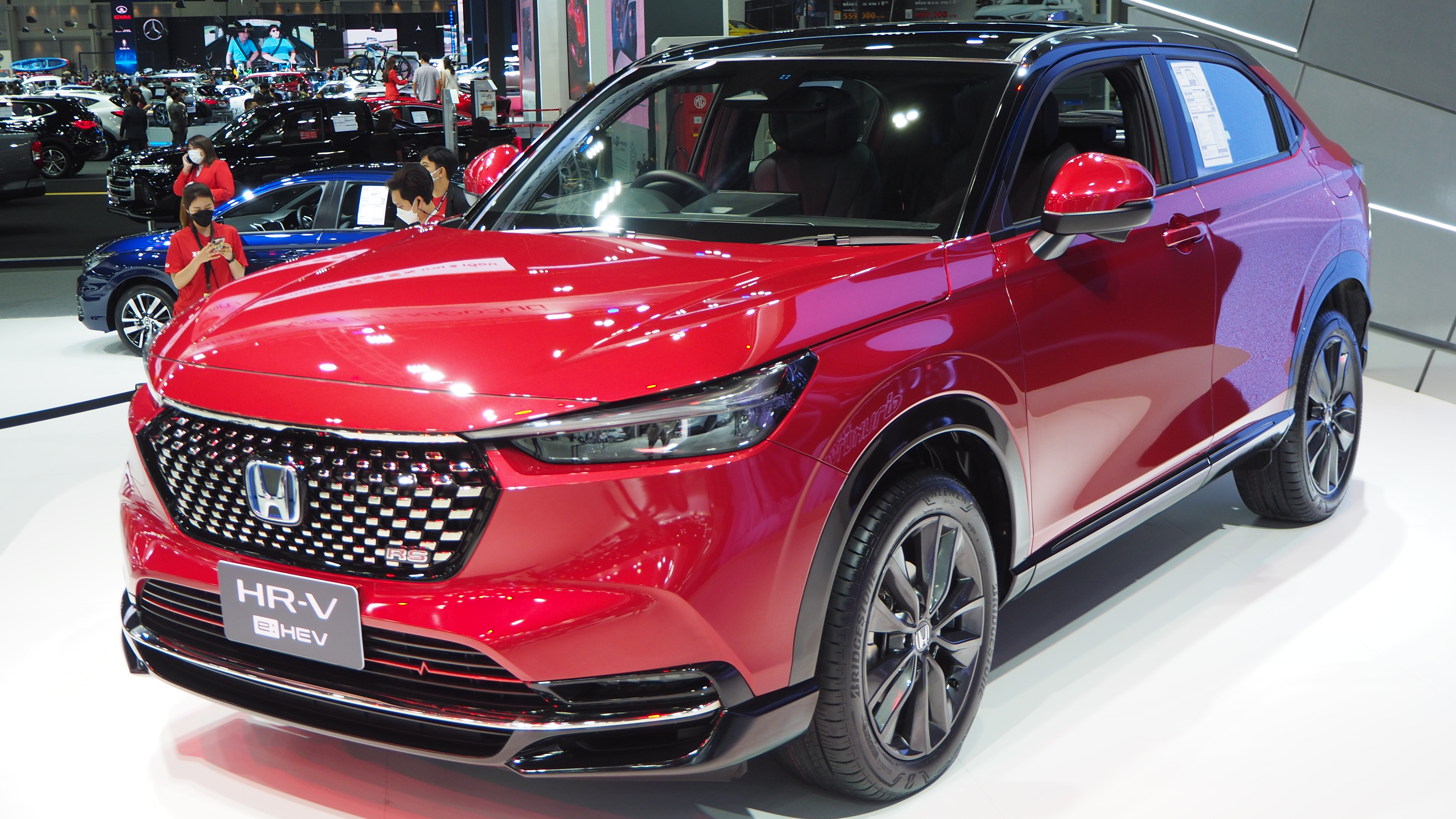
혼다 HR-V e:HEV RS 정측면

2021년 2월 8일 베젤로 최초 공개되었고, 일본에서 4월 22일부터 판매를 개시했다. 혼다에서는 이 모델을 일본과 유럽 등 일부 시장에서만 판매할 예정이라고 하며, 북아메리카의 경우 추후 현지 시장용 모델을 별도로 내놓는다고 하였다. 그리고 2022년에 북미 시장용 모델이 발표되었으며, 일본을 비롯한 해외 시장에서는 ZR-V라는 명칭으로 판매할 예정이다. 중국에서는 북미 시장용 모델을 HR-V로 판매하는 대신, 일본 시장용 모델은 XR-V로 판매한다.

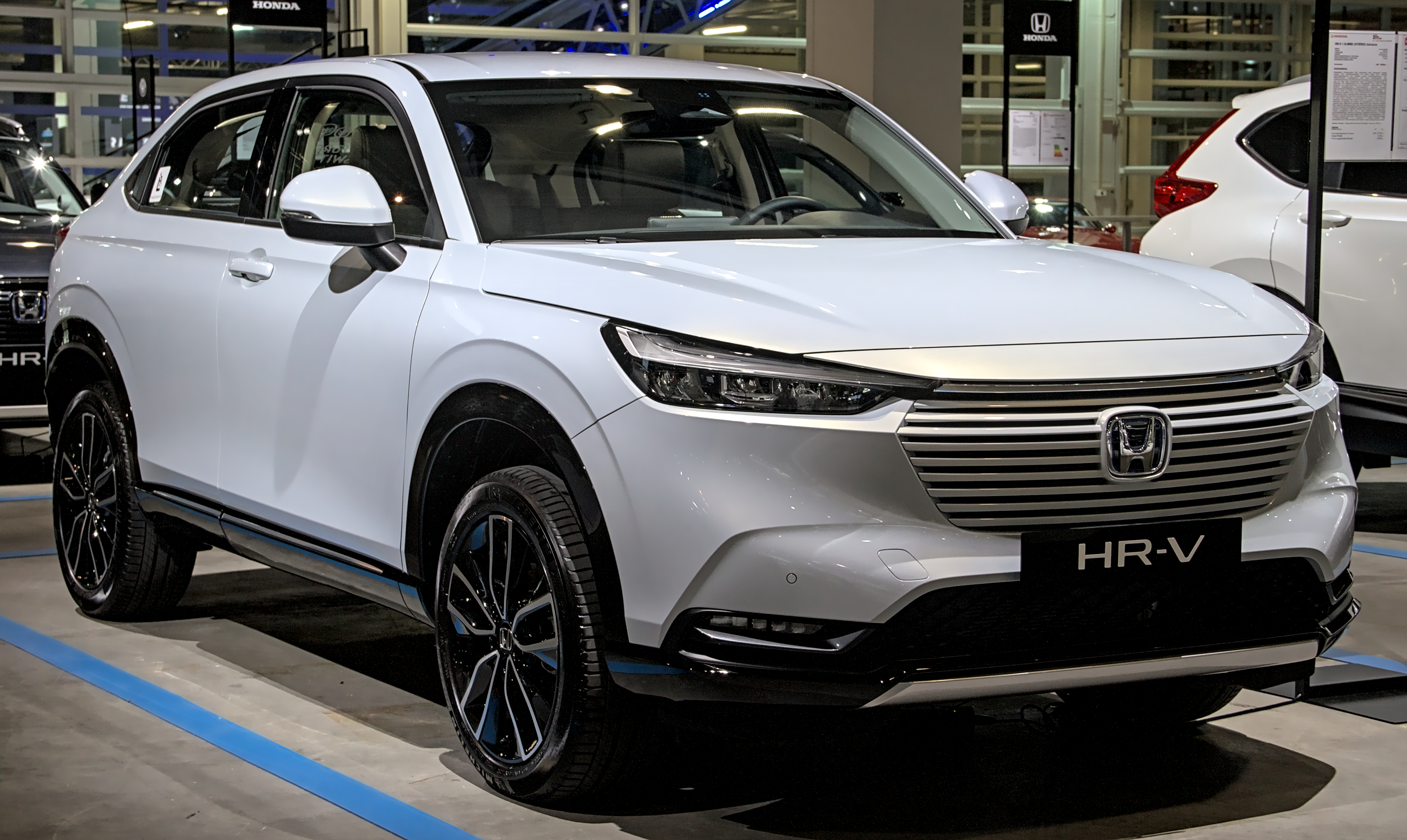
혼다 HR-V e:HEV 정측면
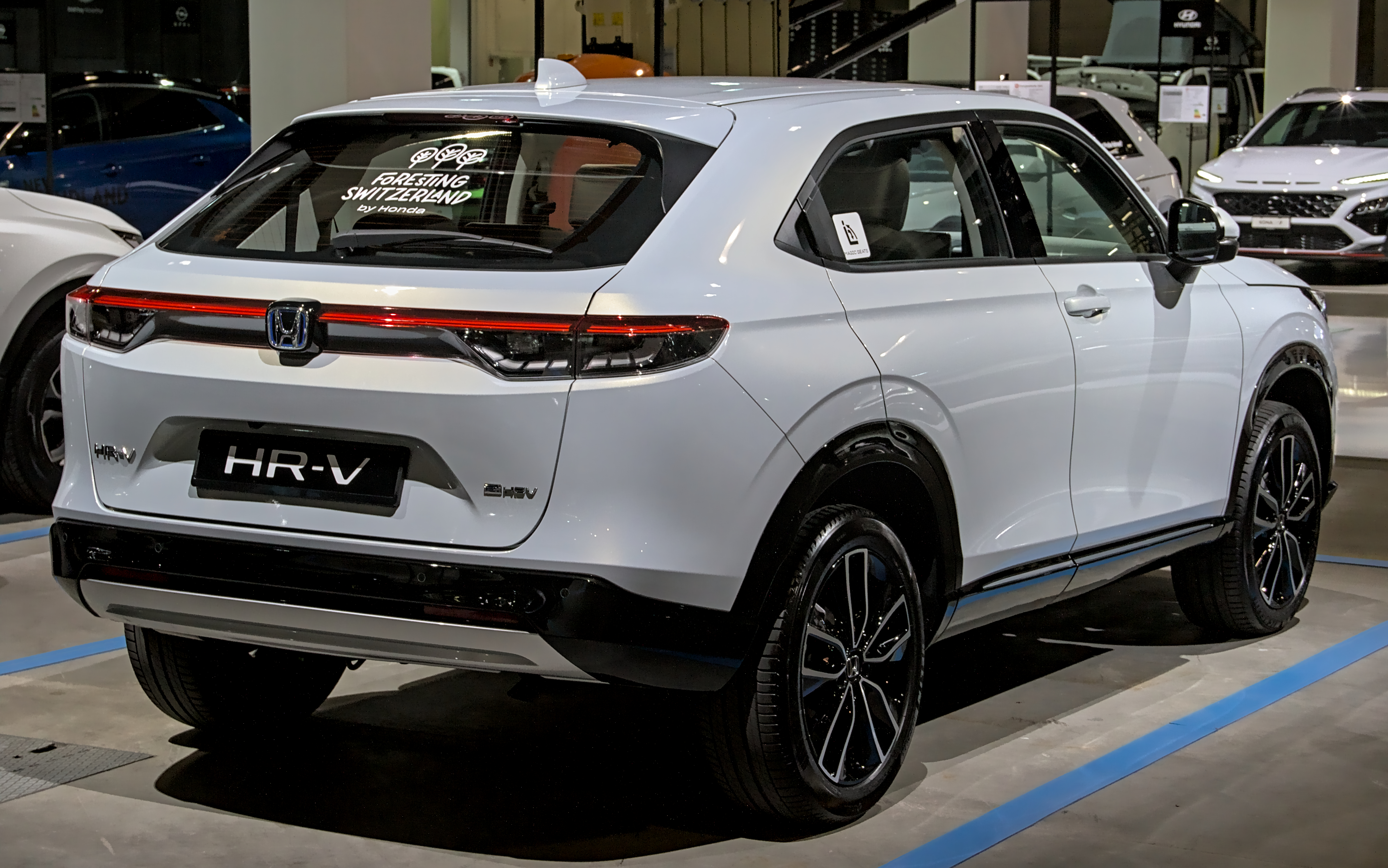
혼다 HR-V e:HEV 후측면

## 경쟁 차종
- 현대자동차 - 코나, ix25
- 기아자동차 - 니로, 쏘울, 스토닉
- 쉐보레 - 트랙스
- 쌍용자동차 - 티볼리
- 르노삼성자동차 - QM3
- 오펠 - 모카, 크로스랜드 X
- 뷰익 - 앙코르
- 폭스바겐 - 티크로스, 티록
- 세아트 - 아로나
- 스코다 - 예티
- 지프 - 레니게이드
- 포드 - 에코스포츠
- 시트로엥 - C3 에어크로스, C4 칵투스
- 푸조 - 2008
- 르노 - 캡쳐
- 닛산 - 쥬크
- 피아트 - 500X
- 마쓰다 - CX-3, CX-4
- 토요타 - C-HR, 러쉬